# Project Gotham Racing
Project Gotham Racing är ett tv-spel i en serie racingspel utgivet av Microsoft Game Studios. Första spelet utvecklades och lanserades ungefär samtidigt som Xbox. Spelet bjuder på en mängd olika banor, som exempelvis New York, San Francisco, Stockholm och Tokyo. Det första spelet lanserades dock inte med online-uppkoppling men det andra spelet, och givetvis det senaste (PGR 4) som är till Xbox 360. I alla spelen gäller det att vinna många tävlingar samtidigt som man får så kallade Kudos-poäng.